# Viejo Coso
El Viejo Coso, hoy plaza del Viejo Coso o plaza del Coso, fue la primera plaza de toros de Valladolid, construida en el siglo XIX. Hasta esa fecha, los festejos taurinos se celebraban en la plaza Mayor y zonas aledañas a la Puerta del Campo o en la plaza Vieja o de San Pablo, en las que se colocaban tribunas de madera para los espectadores, imitando modelos como el de la Plaza del Coso de Peñafiel.

## Historia

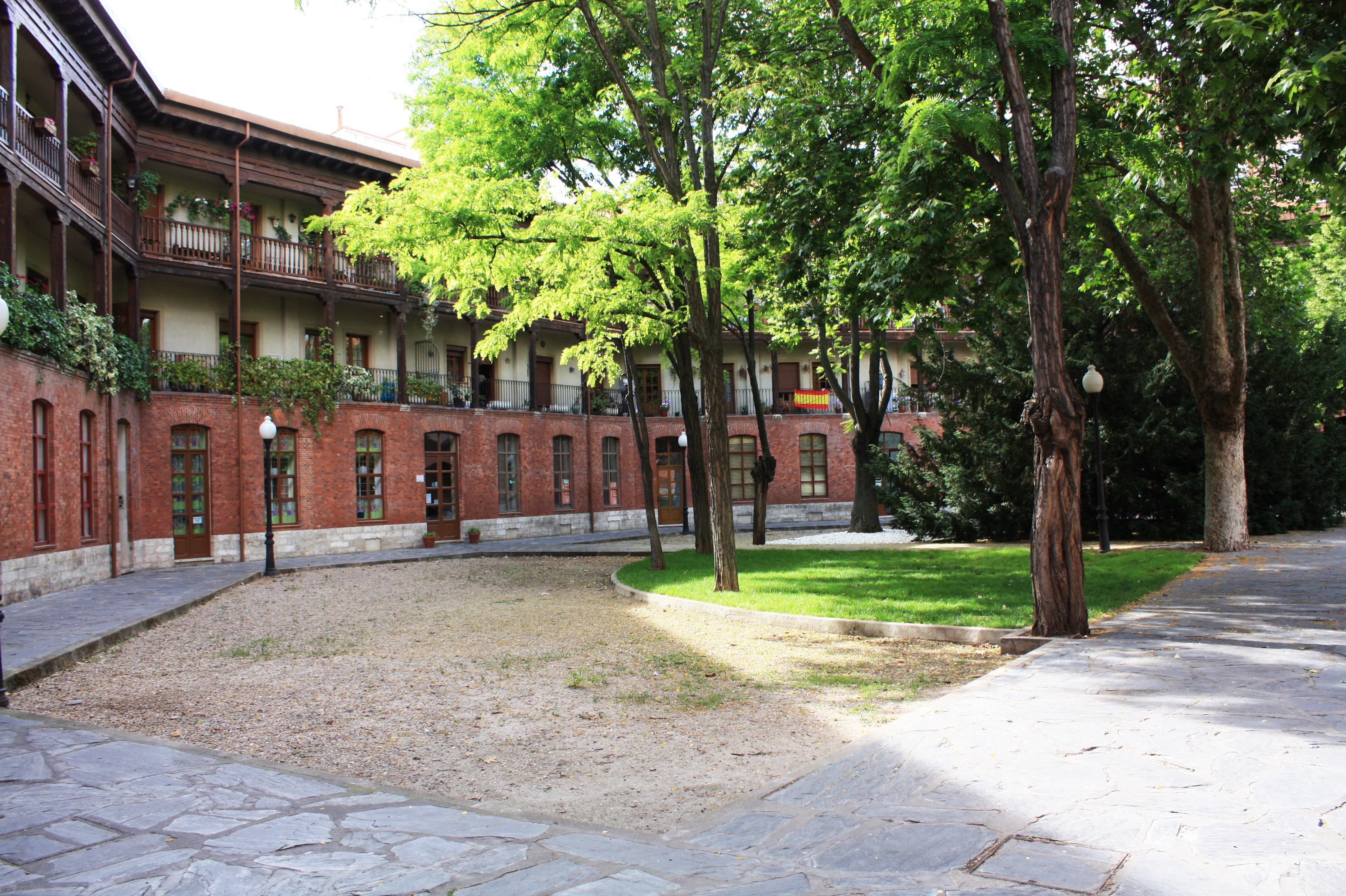
Vista del Viejo Coso

Fue construida en 1833 en San Quirce, sobre las casas del Conde de Salinas, cerca del palacio renacentista de Fabio Nelli. Se trata de una zona que empezaba entonces a transformarse, debido a las ventas de inmuebles incluidas dentro de la desamortización.
Es de planta octogonal, forma similar a otras plazas como las de Tarazona (Zaragoza), Granada o Jerez de la Frontera y tenía una capacidad para 8000 personas. Se abandona en 1890 al construirse el Coso del Paseo de Zorrilla, adaptándose después para cuartel de la Guardia Civil. En la década de 1980 fue reconvertida en viviendas particulares y fue intensamente rehabilitada, según un proyecto de los arquitectos Manuel Finat y Javier López de Uribe.
Actualmente, los antiguos palcos en los que los personajes ilustres de la ciudad acudían a las corridas se destinan a las viviendas y lo que constituía el ruedo se ha convertido en un pequeño parque. Los edificios presentan una fachada continua de ladrillo, siguiendo el modelo romano, con corredores exteriores realizados en madera, simulando lo que se conoce como una tradicional corrala, y en su parte interna se disponen dos pisos de balconcillos. A la plaza se ingresa por las calles San Quirce y San Ignacio y está considerada como uno de los rincones más singulares y quizás más desconocidos de Valladolid.

## Galería de imágenes

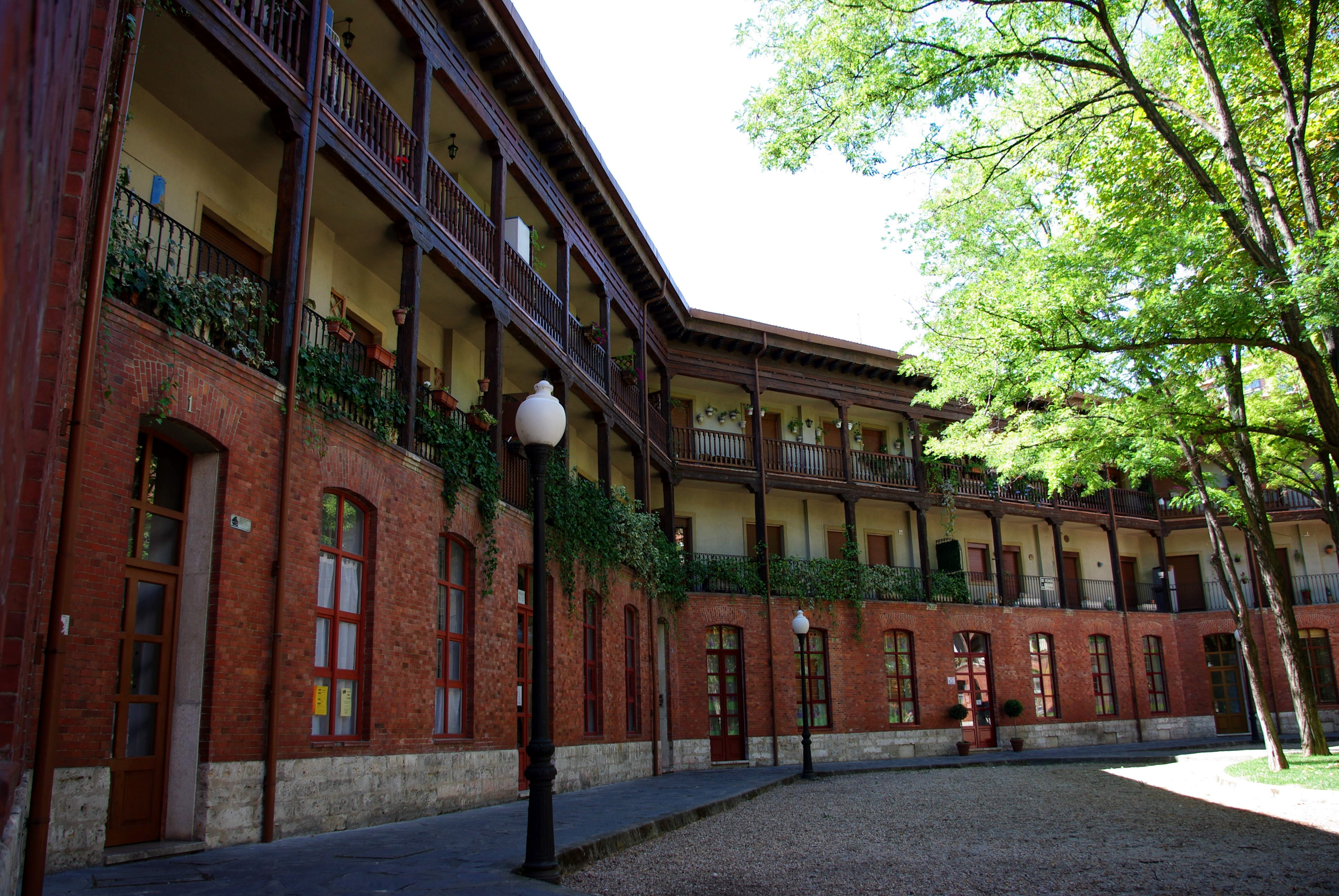
El Viejo Coso en 2014
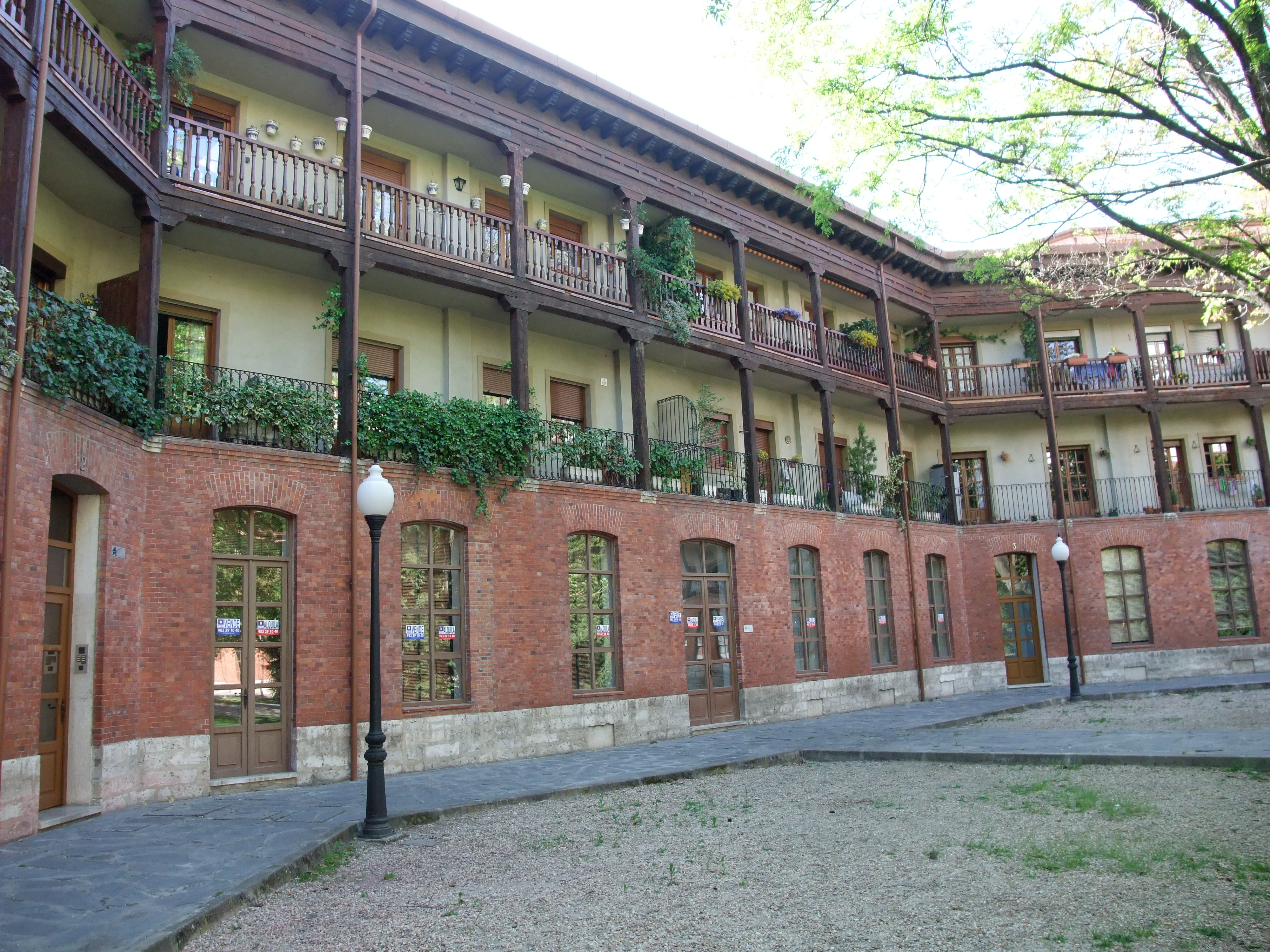
Detalle del Coso